# The Legend of Zelda: Ocarina of Time
The Legend of Zelda: Ocarina of Time (ゼルダの伝説 時のオカリナ?, Zeruda no Densetsu: Toki no Ocarina) è un videogioco d'azione e avventura dinamica per Nintendo 64 sviluppato da Nintendo Entertainment Analysis & Development e pubblicato da Nintendo in Giappone il 21 novembre 1998, in Nord America il 23 novembre e in Europa l'11 dicembre dello stesso anno. È il quinto capitolo della serie di The Legend of Zelda e il primo in grafica 3D.
Nella storia, Link ancora una volta ha il compito di fermare il malvagio Ganondorf nella sua ricerca della Triforza, una sacra reliquia che esaudisce qualunque desiderio di chi la possiede. Durante la sua avventura, deve viaggiare nel tempo e imparare a suonare un'ocarina dai poteri magici.
Alla sua pubblicazione, Ocarina of Time ha ricevuto giudizi e valutazioni estremamente positive da parte della critica specializzata, che ne ha lodato in particolare le numerose innovazioni nel campo del gameplay, come il sistema di target-lock, che permette di concentrare lo sguardo del personaggio verso un solo avversario durante le battaglie, e molte altre caratteristiche divenute col tempo elementi comuni nei videogiochi d'avventura. Il titolo è considerato uno dei migliori videogiochi di tutti i tempi ed è attualmente il gioco con la valutazione più alta nel sito aggregatore Metacritic, con un punteggio di 99/100, con certificazione del Guinness dei primati, che lo conferma "videogioco più apprezzato dalla critica su Metacritic", aggiornata al 14 dicembre 2016. Nel corso degli anni ha vinto numerosi premi e riconoscimenti, tra cui Gioco dell'anno da parte dell'Academy of Interactive Arts & Sciences. In totale, ha venduto più di 7,6 milioni di copie in tutto il mondo, di cui più di 1 milione nel solo Giappone.

## Trama

### Ambientazione
Gli eventi di Ocarina of Time hanno luogo nel regno immaginario di Hyrule, l'ambientazione principale della maggior parte dei titoli della saga. La Piana di Hyrule fa da crocevia, attraverso cui è possibile raggiungere tutte le aree del gioco, popolate da diverse razze: gli Hylian, i Kokiri, i Goron, gli Zora, i Gerudo e gli Sheikah.

### Personaggi
I protagonisti, come in quasi tutti i titoli della serie, sono due incarnazioni di Link e della principessa Zelda. Il giocatore controlla Link, del quale ha la possibilità di scegliere un nome personalizzato all'inizio di una nuova partita. L'antagonista è Ganondorf, nemico ricorrente nella serie, sebbene in Ocarina of Time sia mostrato per la prima volta in forma umana invece che di mostro. Hanno un ruolo di supporto i sette saggi custodi della leggendaria Triforza, cinque dei quali sono chiamati con i nomi delle città presenti nel precedente gioco Zelda II: The Adventure of Link.

### Storia
Link è un ragazzino di otto anni che abita nella foresta dei Kokiri, un popolo di eterni bambini protetti dal Grande Albero Deku e da delle fatine, loro compagne di vita. Link è diverso dai Kokiri in quanto non gli è stata ancora assegnata una fata. Una notte ha un incubo, in cui un uomo in armatura nera insegue a cavallo una ragazza durante una notte tempestosa. Il mattino seguente arriva finalmente la fatina destinata a essere sua compagna, Navi, che lo conduce al cospetto del Grande Albero Deku, il quale a causa di una maledizione sta per morire. L'albero spiega a Link che il responsabile di tutto ciò è "un uomo malvagio venuto dal deserto", intenzionato a conquistare Hyrule, e chiede al giovane eroe di fermarlo. Gli dona lo smeraldo dei Kokiri, una pietra spirituale che lo aiuterà nell'avventura, e lo manda al castello di Hyrule per incontrare "la principessa del destino".

Mappa di Hyrule.

Al castello di Hyrule, Link incontra la principessa Zelda, sua coetanea, la quale gli confessa di aver avuto di recente numerosi sogni sul futuro di Hyrule. Uno di questi prevedeva proprio il suo arrivo. La principessa crede che Ganondorf, re dei ladri Gerudo e potente stregone, stia cercando la leggendaria Triforza, una reliquia situata nella Terra Sacra, che dona al proprietario poteri divini. La descrizione di Ganondorf fatta da Zelda, corrisponde a quella dell'uomo che ha ucciso il Grande Albero Deku. La principessa chiede quindi a Link di cercare le tre pietre spirituali, necessarie per entrare nella Terra Sacra e prendere la Triforza prima del malvagio Ganondorf. Link riesce a trovare le due pietre che gli mancano, ottenute come segno di gratitudine per aver aiutato il popolo dei Goron e degli Zora.
Link ritorna al castello di Hyrule, ma lungo la strada incontra Ganondorf che sta inseguendo a cavallo Zelda e la sua guardia del corpo Impa, proprio come nell'incubo che aveva avuto all'inizio della sua avventura. Notando l'arrivo del giovane eroe, Zelda getta l'Ocarina del Tempo nel fossato del castello. Link recupera l'ocarina che utilizza insieme alle pietre spirituali per aprire le porte della Terra Sacra all'interno del Santuario del Tempo. Oltre l'entrata Link trova la Spada Suprema, una lama leggendaria forgiata per sconfiggere il male. Tuttavia, proprio mentre rimuove l'arma dal suo piedistallo, Ganondorf riappare e rivela di averlo seguito per farsi aprire le porte della Terra Sacra, e riesce infine a ottenere la Triforza prima di Link.
Sette anni dopo, Link, ormai adulto, si risveglia in una stanza della Terra Sacra, dove incontra Raul, uno dei sette saggi leggendari che proteggono la Triforza. Raul informa l'eroe che il suo spirito è rimasto sigillato per tutti questi anni perché il suo corpo non era ancora pronto per brandire la Spada Suprema e sconfiggere Ganondorf. I sette saggi sono in grado di imprigionare il malvagio stregone, tuttavia, cinque di loro non sono ancora consapevoli della loro identità, e devono quindi essere trovati. Link viene riportato al Santuario del Tempo, dove incontra il misterioso Sheik, il quale esorta l'eroe a liberare i cinque santuari di Hyrule dai mostri al servizio di Ganondorf, permettendo così il risveglio dei saggi. 
Dopo aver trovato i saggi, Link scopre che Sheik era in realtà la principessa Zelda sotto mentite spoglie, e che si tratta del settimo e ultimo saggio. Zelda racconta a Link che il cuore di Ganondorf era sbilanciato, e che quindi ha causato la scissione della Triforza in tre parti. Ganondorf riuscì a ottenere soltanto la Triforza del Potere, mentre, per volere del destino, a Zelda venne assegnata la Triforza della Saggezza e a Link la Triforza del Coraggio. Ganondorf, poco dopo, rapisce Zelda portandola al suo castello. I restanti sei saggi aiutano Link a entrare nell'oscura dimora, dove si batte con Ganondorf, tramortendolo. Come ultima risorsa, Ganondorf utilizza la Triforza del Potere per trasformarsi in Ganon, un enorme demone dalle sembianze suine. Link riesce a sconfiggerlo dopo un'ardua battaglia grazie all'aiuto di Zelda e dei saggi, che segregano Ganon nella Terra Malvagia. Zelda utilizza infine l'Ocarina del Tempo per riportare Link al periodo della sua infanzia, in modo da fargli vivere gli anni perduti.
Tornato bambino, Link ripone la Spada Suprema, e Navi lo lascia, avendo concluso il suo compito. Link si dirige al castello di Hyrule dove incontra nuovamente la principessa Zelda nel giardino, rivelandole quanto sa sul futuro di Hyrule.

## Modalità di gioco

Questa schermata mostra le azioni collegate ai pulsanti. Il tasto B (verde) controlla la spada di Link, il tasto A (blu) cambia funzione a seconda del contesto, mentre i pulsanti C (gialli) controllano gli oggetti equipaggiati.

Ocarina of Time è un videogioco d'avventura dinamica con elementi da gioco di ruolo e da rompicapo, ambientato in un open world. Il giocatore controlla Link da una prospettiva in terza persona, in uno spazio tridimensionale. Link combatte principalmente con spada e scudo, ma può utilizzare altre armi e oggetti, tra cui boomerang, bombe e arco e frecce.
Nonostante sia il primo gioco tridimensionale della serie, gran parte dei suoi elementi sono ripresi dal predecessore The Legend of Zelda: A Link to the Past. Dato che anche nei capitoli bidimensionali era presente una forte componente esplorativa e una prospettiva dall'alto, la transizione alle tre dimensioni è stata un processo naturale e senza soluzione di continuità.
Lo schema di controllo presenta azioni sensibili al contesto e un sistema di puntamento Z-targeting. In combattimento, quest'ultimo permette al giocatore di concentrare lo sguardo di Link verso un obiettivo o un nemico in particolare. In questo modo, la telecamera segue costantemente il bersaglio e Link continua a stargli di fronte. Gli attacchi con i proiettili, invece, si dirigono automaticamente verso l'obiettivo e non necessitano di una mira manuale, come altrimenti richiesto.

In questa schermata viene mostrato lo Z-targeting: la vista si sposta verso un obiettivo e le frecce indicano il nemico mirato. Il giocatore può quindi muoversi attorno all'avversario per affrontarlo più agevolmente.

Le battaglie giocano un ruolo importante nell'avventura, ma alcune sezioni richiedono invece l'uso di stealth per evitare i nemici. Anche l'esplorazione e la ricerca di nuovi strumenti è una parte fondamentale del gameplay; ad esempio, il giocatore può notare zone inaccessibili e tornare dopo aver trovato un determinato oggetto che lo aiuti nel superare l'area impervia, come una bomba per distruggere dei muri, o un rampino per raggiungere luoghi lontani.
Nel corso dell'avventura Link ottiene numerosi oggetti e armi, tramite cui può accedere, esplorare e completare dungeon. In ognuna di queste aree, Link deve risolvere enigmi e sconfiggere nemici, per poi affrontare un boss, un nemico più forte del normale che necessita di una strategia particolare per essere battuto. Dopo averlo sconfitto, Link riceve un contenitore di cuori che aumenta la sua barra della vita di un'unità.
Il gioco presenta inoltre numerose missioni secondarie che il giocatore può scegliere di portare a termine o ignorare. Completando tali missioni si ottengono spesso dei premi, ovvero nuovi oggetti e abilità. Durante una di queste missioni secondarie, ad esempio, Link può entrare in possesso della Spada del Grande Goron, l'arma più potente del gioco. In un'altra, Link può ottenere una giumenta di nome Epona, chiamata come la dea celtica protettrice dei cavalli, con cui viaggiare più velocemente lungo la Piana di Hyrule.
Un'altra parte importante del gameplay è il viaggio nel tempo. Dopo aver estratto la Spada Suprema dal piedistallo nel Santuario del Tempo, Link si risveglia sette anni nel futuro, ma può tornare al periodo temporale in cui era bambino riponendo l'arma nel piedistallo. A seconda dell'età, Link ha a disposizione abilità e oggetti diversi. Durante l'avventura, Link apprende alcune melodie da suonare con l'ocarina che gli permettono di risolvere enigmi e teletrasportarsi in luoghi già visitati.
La fatina Navi ha un ruolo di supporto, in quanto può dare suggerimenti al giocatore su come affrontare i nemici o ricordargli qual è la prossima missione da compiere.

Sebbene nel gioco non sia presente un doppiaggio, la maggior parte dei dialoghi sono accompagnati da brevi campioni sonori, come grugniti e risatine, emessi dai personaggi. Le esclamazioni di Link bambino sono state registrate dalla doppiatrice Fujiko Takimoto, mentre quelle di Link adulto da Nobuyuki Hiyama.

## Colonna sonora

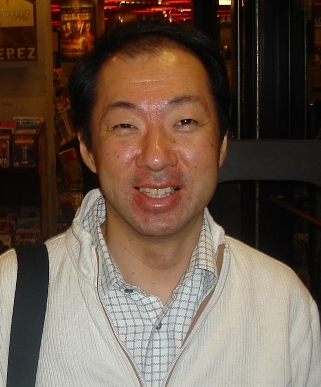
Kōji Kondō, il compositore della colonna sonora di Ocarina of Time.

La colonna sonora di Ocarina of Time è stata realizzata da Kōji Kondō, uno dei compositori di punta di Nintendo, il quale aveva già scritto le musiche del primo The Legend of Zelda e di The Legend of Zelda: A Link to the Past. È l'ultima colonna sonora della serie di Zelda su cui Kondō ha lavorato da solo.
Rispetto ai suoi lavori precedenti, Kondō utilizza numerosi campionamenti, principalmente di ritmiche e strumenti esotici. Questi si notano soprattutto nelle musiche d'accompagnamento ai vari dungeon, che sono state descritte come simili al genere dell'ambient. Come già fatto in Super Mario 64, Kondō cerca di sfruttare l'interattività di cui gode la musica destinata ai videogiochi, curando in particolare l'accompagnamento sonoro che si sente nella Piana di Hyrule, l'area più grande di Ocarina of Time. Per evitare che la musica diventi ripetitiva, Kondō scrive otto battute distinte che si alternano a seconda di quel che fa il giocatore: se Link rimane fermo viene riprodotta la porzione più calma del brano, mentre se sta combattendo contro un nemico la musica diventa più concitata.
La musica gioca anche un ruolo diretto nel gameplay: per poter avanzare nell'avventura i giocatori devono imparare a suonare con l'ocarina dodici melodie. Queste musiche vengono riprodotte utilizzando le cinque note disponibili sull'ocarina, corrispondenti a relativi tasti del controller del Nintendo 64, che per la loro disposizione ricordano i fori dello strumento. È anche possibile usufruire di toni addizionali e dell'effetto del vibrato tramite lo stick analogico. La popolarità di Ocarina of Time ha contribuito a un crescente interesse e successo dello strumento.
Alcuni brani del gioco sono ripresi da A Link to the Past: vengono riproposti con nuovi arrangiamenti il tema di Zelda, il tema di Ganon, il jingle della Spada Suprema, la musica delle fontane delle "Fate radiose" e la musica del Villaggio Calbarico. Il brano che si sente nella schermata del titolo è un omaggio al primo The Legend of Zelda per NES, infatti riprende ed espande la melodia che si poteva suonare col flauto di quel gioco. È tuttavia assente il tema principale della serie. È stata poi notata una forte somiglianza tra la musica della Valle Gerudo e un brano della colonna sonora dell'anime Magico Dan, super campione, composta da Ryuichi Katsumata, che potrebbe quindi essere stata una fonte di ispirazione. Katsumata, inoltre, è accreditato per l'arrangiamento orchestrale di alcuni brani di Ocarina of Time sul CD ufficiale The Legend of Zelda: Ocarina of Time - Hyrule Symphony.
Oltre ai consueti temi musicali legati ai personaggi, anche le aree di Hyrule sono associate a dei motivi distinti. Questa caratteristica è stata definita "leitmotiv al contrario": musiche che invece di annunciare l'entrata di un personaggio, introducono un ambiente man mano che il giocatore vi si avvicina. In alcuni luoghi la musica è una variante di un brano per ocarina appreso da Link proprio in quell'area, creando così un ulteriore legame.
La colonna sonora è stata pubblicata su CD negli Stati Uniti, in Giappone e in Germania in versioni con un diverso numero di tracce. L'edizione più completa, con 82 brani, è quella giapponese, pubblicata da Pony Canyon il 18 dicembre 1998. Nell'estate del 2011 è stato pubblicato in tutto il mondo un CD di 51 tracce con la colonna sonora del remake di Ocarina per Nintendo 3DS. L'ultimo brano è un arrangiamento orchestrale di alcune musiche del gioco, realizzato per i nuovi titoli di coda. Queste pubblicazioni su CD della colonna sonora sono state generalmente ben accolte dalla critica.
Nel 2001, GameSpot l'ha definita una delle migliori colonne sonore videoludiche. Il sito web "Consequence of Sound", invece, la descrive come la più importante nel panorama dei videogiochi, inserendola al primo posto nella sua classifica delle dieci migliori colonne sonore.

## Sviluppo

### Idee preliminari

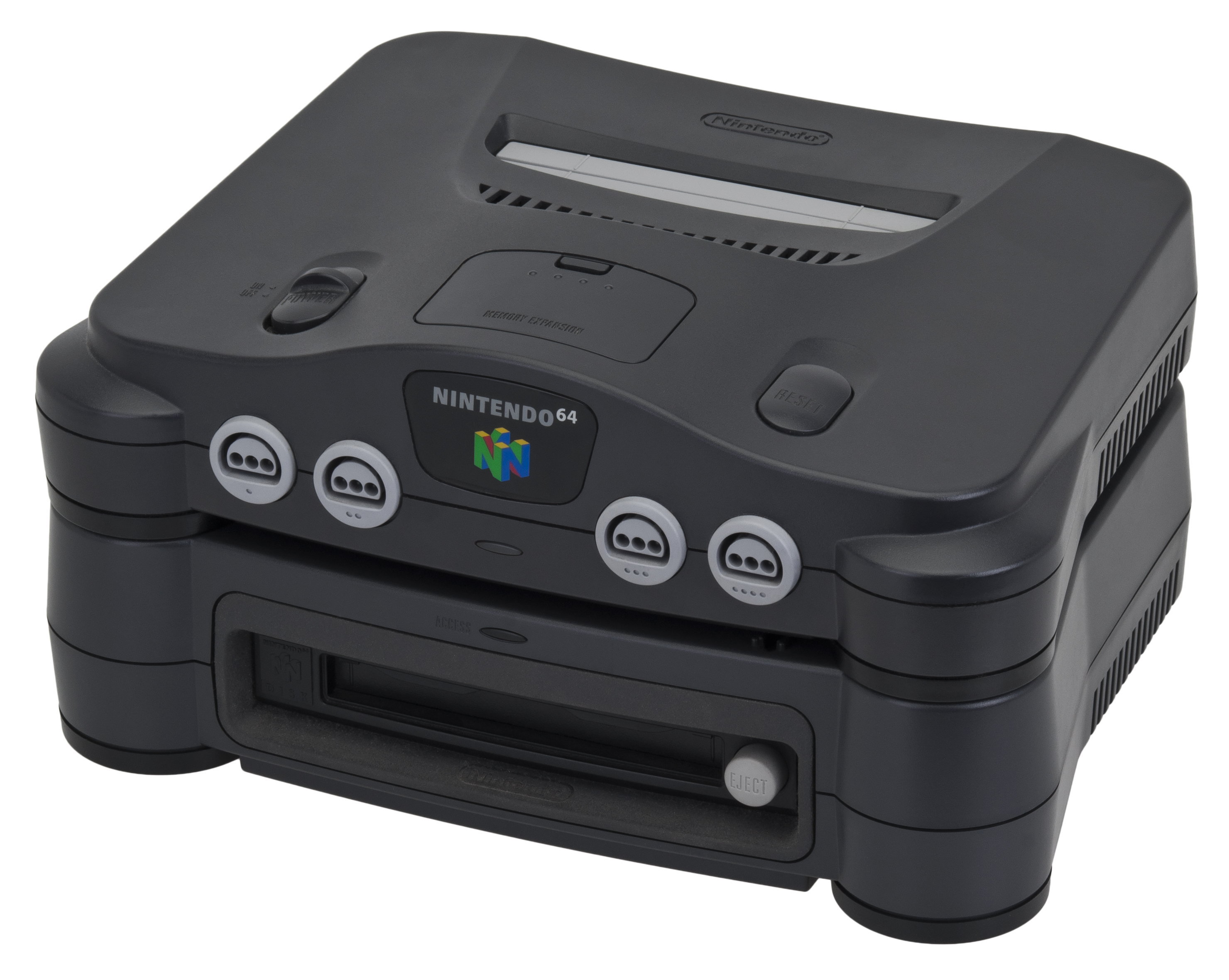
Originariamente pensato come un gioco per Nintendo 64DD, Ocarina of Time venne commercializzato su cartuccia. Più tardi, l'espansione per 64DD chiamata Ura Zelda divenne Master Quest per GameCube.

Nel 1995, mentre la maggior parte di Nintendo EAD era ancora impegnata a ultimare lo sviluppo di Super Mario 64, iniziarono i lavori sul nuovo capitolo tridimensionale di Zelda per Nintendo 64DD, chiamato con il nome provvisorio di Zelda 64. I primi sviluppatori a essere assegnati al progetto furono Takao Shimizu e Jin Ikeda.
Il concept di partenza era di implementare nel gioco lo stile di combattimento chambara già utilizzato come riferimento per gli scontri di Zelda II: The Adventure of Link, capitolo precedente a scorrimento orizzontale. Alcuni mesi prima, Shigeru Miyamoto e Yoshiaki Koizumi avevano già fatto alcuni esperimenti al riguardo, sviluppando su Super Nintendo, tramite il chip Super FX, una demo che ricreava il combattimento di Zelda II in grafica poligonale, senza riuscire a concretizzarla in un gioco completo a causa delle limitazioni tecniche della console.
Takao Shimizu, partendo da quest'idea, realizzò con il contributo tecnico di Giles Goddard, programmatore inglese al servizio di Nintendo in quegli anni, un filmato tech demo di pochi secondi che venne mostrato alla conferenza "Nintendo Shoshinkai" del novembre 1995. In esso Link combatteva un nemico dall'armatura lucida e riflettente, utilizzando lo stile chambara. Zelda 64 venne annunciato al pubblico in quest'occasione, senza ancora una data di uscita, ma specificando che sarebbe stato pubblicato come titolo di lancio per la periferica Disk Drive del Nintendo 64, e che ne avrebbe sfruttato le maggiori capacità di memoria. Ad esempio si sarebbe tenuto traccia di tutti i cambiamenti che il giocatore apportava al mondo di gioco, come le orme sul terreno o le piante tagliate.
Shimizu lasciò il progetto poco dopo, per lavorare a Lylat Wars, venendo sostituito da Toru Osawa. A seguire si aggiunse al gruppo Yoshiaki Koizumi, fino ad allora occupato con Super Mario 64. Durante lo sviluppo di quest'ultimo aveva preso nota di alcune meccaniche di gioco che riteneva maggiormente adatte per il nuovo Zelda tridimensionale, come la risoluzione di enigmi e l'andare a cavallo.

### Suddivisione del team

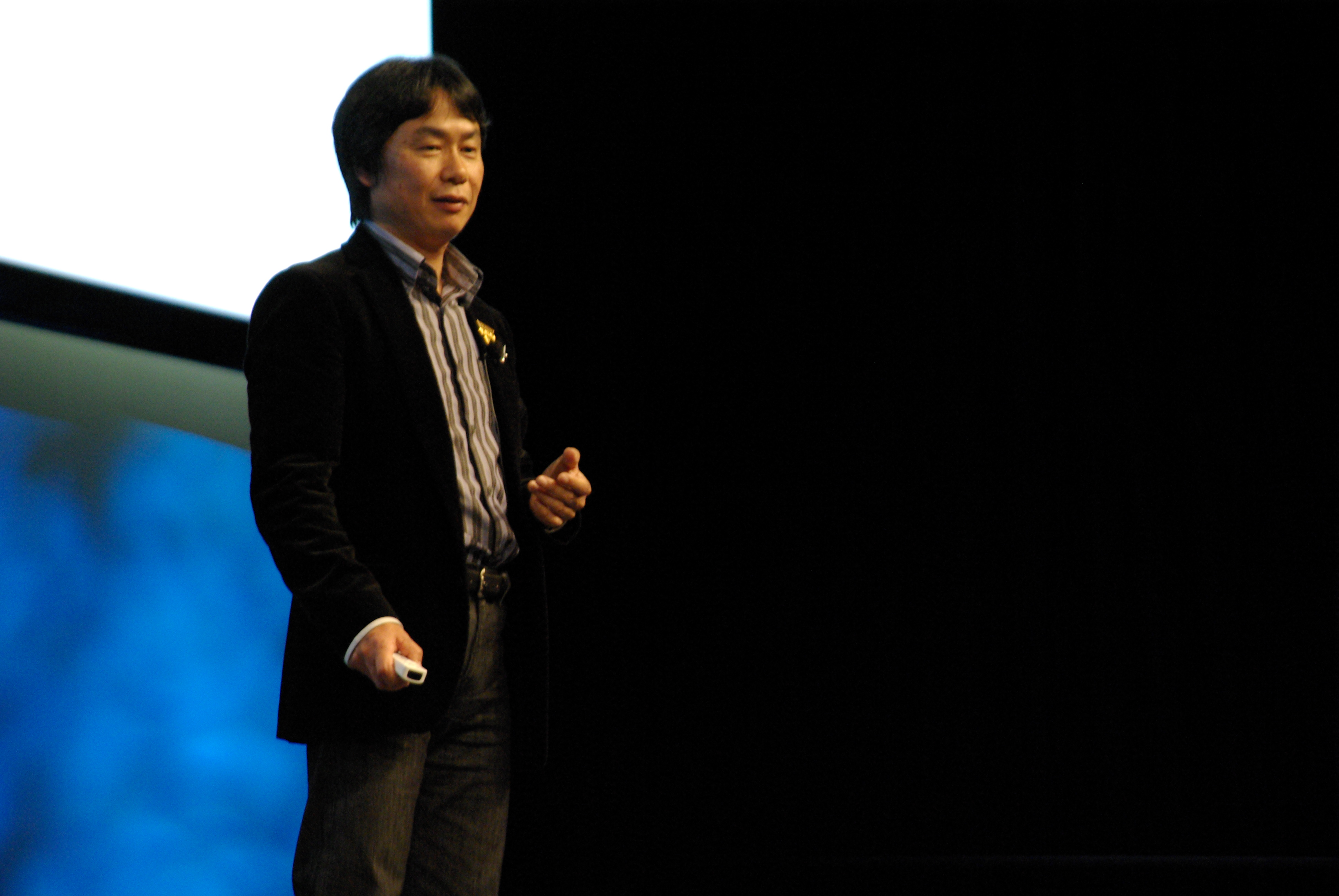
Shigeru Miyamoto, produttore di Ocarina of Time.

Data l'ambizione del progetto, venne utilizzata una nuova strategia di sviluppo per Nintendo EAD: furono istituiti dei piccoli gruppi, gestiti da quattro director, incaricati di curare aspetti diversi del gioco. Toru Osawa si occupava della trama e dei dialoghi, Yoichi Yamada del design del mondo di gioco, Eiji Aonuma del design dei dungeon e Yoshiaki Koizumi dei modelli e delle animazioni. Lo sviluppo complessivo era supervisionato da Shigeru Miyamoto, nel ruolo di produttore, che finì comunque col seguire con molta attenzione tutte le fasi del progetto, specialmente negli ultimi mesi prima dell'uscita, tanto da definirsi un "mezzo director".
Fu il primo progetto di Aonuma in Nintendo EAD. Venne coinvolto da Miyamoto che aveva apprezzato il gioco per Super Famicom Marvelous: Mōhitotsu no Takarajima, diretto da Aonuma, il quale dichiarò che per realizzarlo si era a sua volta ispirato a The Legend of Zelda: A Link to the Past.
Capitava spesso che i membri dei sottogruppi andassero oltre i compiti che gli erano stati assegnati ufficialmente, finendo per occuparsi di un po' di tutto. Nelle fasi di sviluppo avanzate quasi tutti i designer di EAD furono coinvolti nel nuovo Zelda, impegnando in totale 120 persone.

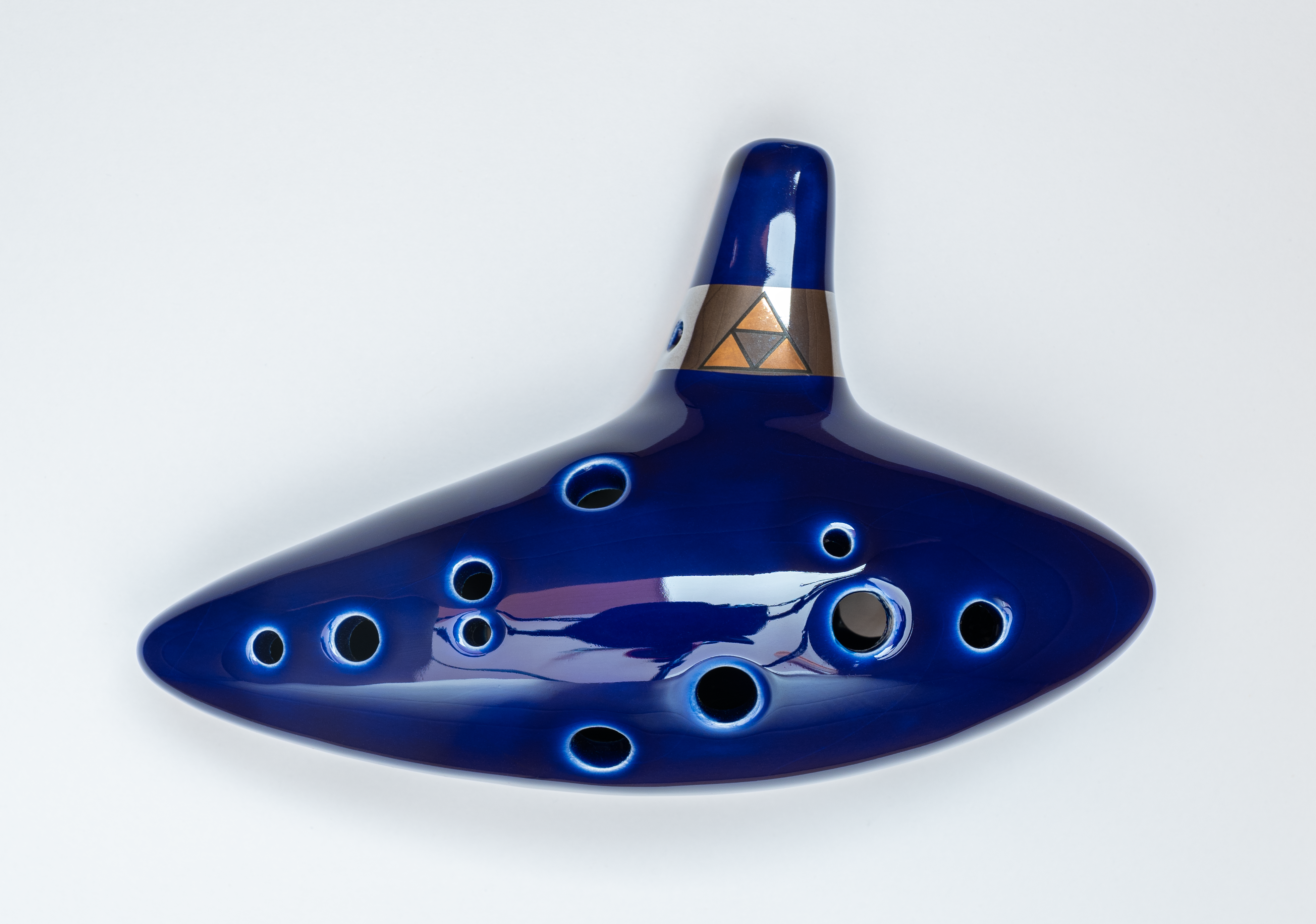
Replica dell'Ocarina

### Primi prototipi
Il progetto partì utilizzando lo stesso motore grafico di Mario 64, che venne via via aggiornato con nuove funzionalità. Secondo Miyamoto, le aggiunte a conclusione del lavoro erano state così tante da poter considerare il motore di Zelda 64 come uno nuovo e distinto.
Nelle fasi iniziali, Miyamoto propose alcune idee per rendere più facile lo sviluppo dal punto di vista tecnico. Suggerì di utilizzare una visuale in prima persona durante le fasi esplorative e limitare quella in terza persona ai soli combattimenti. Questi sarebbero avvenuti in un'arena separata dal mondo di gioco, in cui il giocatore veniva trasportato nel momento in cui entrava in contatto con un nemico. Questo meccanismo è tipico di molti videogiochi di ruolo a turni, come Dragon Quest, ed era stato utilizzato anche in Zelda II.
Un'altra proposta di Miyamoto era di ambientare il gioco all'interno del castello di Ganon, storico antagonista della serie, e consentire l'accesso ai vari dungeon tramite dei portali nascosti al suo interno. In questo modo sarebbe stata utilizzata una struttura molto simile a quella già collaudata in Mario 64. In questa fase del progetto, Giles Goddard programmò un prototipo con dei cristalli magici trasparenti che consentivano a Link di teletrasportarsi in varie parti del castello. Guardando al loro interno era possibile vedere l'area in cui avrebbero trasportato Link. Un'idea molto simile venne utilizzata anni dopo come meccanica di base del videogioco Portal.
Tuttavia, quest'impostazione del gioco molto limitante venne presto abbandonata dal team, deciso a realizzare un titolo più immersivo e realistico. Il lavoro fatto fino ad allora non venne però completamente scartato, infatti gli ambienti tridimensionali del prototipo vennero riutilizzati nella versione definitiva del gioco all'interno del Santuario della Foresta. Anche il boss che sarebbe apparso in questo dungeon era stato già pianificato in questa fase dello sviluppo: una battaglia contro un sosia fantasma di Ganondorf che si manifesta e sparisce passando attraverso dei quadri stregati.

### Gestione della telecamera e cinematiche
Una volta deciso di mantenere per tutto il gioco un'inquadratura in terza persona, il team dovette cercare un modo efficace per gestire la telecamera, specialmente problematica durante i combattimenti contro numerosi avversari. Per trovare l'ispirazione per una soluzione, gli sviluppatori si recarono al parco divertimenti dello studio Toei presente a Kyoto, dove assistettero a uno spettacolo in cui un samurai combatteva da solo un gruppo di ninja. Koizumi notò come il samurai affrontasse uno alla volta i suoi avversari, girandogli attorno senza abbassare la guardia. Questa tattica diventò la base dell'innovativo Z-targeting, in cui il giocatore può "agganciare" un nemico per centrare su di lui l'inquadratura della telecamera e dirigergli tutti gli attacchi. Per dare personalità al simbolo marcatore dello Z-targeting, Koizumi ideò il personaggio della fatina Navi, che acquistò un ruolo rilevante nella trama. In un'intervista, Miyamoto, nel confrontare la gestione della telecamera tra Mario 64 e Zelda 64, disse che nel primo può essere manovrata manualmente dal giocatore per mantenere l'attenzione fissa sul personaggio di Mario, mentre nel secondo è più limitata, venendo gestita prevalentemente dal gioco che alterna vari tipi di inquadrature, per consentire di mostrare nel modo migliore gli scenari che Link sta esplorando.
Per sfruttare al massimo le varie angolazioni della telecamera che erano state implementate, Miyamoto desiderava inserire diverse sequenze di stampo cinematografico, sebbene la sua priorità restasse quella di realizzare un sistema di gioco solido piuttosto che una narrazione elaborata. A differenza della maggior parte dei giochi con contenuti narrativi di quel periodo (ad esempio Final Fantasy VII), Miyamoto era deciso a non usare full motion video renderizzati in precedenza, ma delle cinematiche generate in tempo reale col motore di gioco. Questa scelta era dovuta innanzitutto alle limitate capacità dei supporti del Nintendo 64: persino i dischetti del 64DD (ancora in fase di progettazione) potevano contenere al massimo 64 megabyte di memoria contro i 650 dei CD-ROM usati da PlayStation e Sega Saturn. Un'altra motivazione era che questa tecnica consentiva di apportare modifiche ai filmati anche a sviluppo molto inoltrato. Secondo Takumi Kawagoe, regista delle cutscene, mantenere la grafica del gioco anche nelle cinematiche aumentava, inoltre, il senso di immersione del giocatore. Naoki Mori, anche lui regista dei filmati di gioco, disse che per realizzare alcune scene si ispirò ai film Guerre stellari e Dark Crystal.

Link con il cavallo Epona.

### Scelte di design
Zelda 64 venne mostrato nuovamente al pubblico con un nuovo trailer al "Nintendo Spaceworld" del novembre 1996. In esso venivano ricreati in tre dimensioni alcuni elementi del primo The Legend of Zelda: l'interfaccia minimale per gli oggetti con solamente i bottoni A e B, i dungeon dalle pareti blu scuro, i nemici Stalfos e la Triforza, quest'ultima impossibile da trovare come oggetto nel gioco finito. A questo punto dello sviluppo, la storia era ambientata dopo Zelda II con protagonista un Link più cresciuto rispetto ai precedenti giochi della saga. Questa scelta era dovuta al combattimento chambara: un Link adulto consentiva agli sviluppatori di realizzare avversari più alti.

Ganondorf nella sua forma umana.

Il nuovo design di Link venne curato da Yoshiaki Koizumi che cercò di renderlo più affascinante e maturo, disegnandolo con il naso a punta e facendogli indossare guanti e orecchini. Per i tratti facciali furono presi come riferimento gli attori hollywoodiani in voga in quel periodo, come Leonardo DiCaprio e Tom Cruise. Molte delle animazioni di Link furono realizzate con la tecnica del motion capture.
Ganondorf venne invece disegnato da Satoru Takizawa. Era il primo gioco in cui compariva sotto forma umana, e Takizawa cercò di farlo apparire malvagio, ma allo stesso tempo con un certo fascino e acume. Per i vestiti da fargli indossare si ispirò alla moda giapponese del visual kei. Tra i design ipotizzati per la sua forma finale si valutò di accentuare il lato demoniaco della sua trasformazione, dandogli una faccia deformata e delle gambe caprine. Ma alla fine si decise per un compromesso con il design dei giochi precedenti, dove Ganon era stato sempre raffigurato con sembianze suine.
Nel marzo del 1997 venne annunciato che, a causa dei ritardi sull'uscita del 64DD, Zelda 64 sarebbe stato pubblicato su cartuccia per Nintendo 64 entro fine anno, mentre un'espansione con dei dungeon aggiuntivi (successivamente chiamata Ura Zelda) sarebbe uscita in seguito per il 64DD. All'E3 di giugno venne mostrato un nuovo filmato del gioco in azione. Nel corso dell'evento fu precisato che Zelda 64 sarebbe arrivato in Nord America probabilmente nei primi mesi del 1998. In agosto venne annunciata la dimensione definitiva della cartuccia del gioco: 256 megabit (ovvero 32 megabyte), allora la più grande mai prodotta per un gioco del Nintendo 64.
In questa fase venne introdotto nel gioco il salto automatico. In precedenza, infatti, il giocatore poteva saltare in qualsiasi momento premendo il pulsante B. Tuttavia Miyamoto riteneva che, a differenza dei giochi di Mario, questa meccanica non dovesse essere così centrale, quindi il codice venne modificato in modo che Link saltasse automaticamente non appena fosse arrivato al limite di un dirupo. Questa scelta permise inoltre di personalizzare l'animazione del salto a seconda della sporgenza, ad esempio mostrando l'animazione di un tuffo quando Link saltava dentro uno specchio d'acqua da una scogliera.

### Introduzione dell'ocarina e del viaggio nel tempo

Replica digitale dell'Ocarina del Tempo.

Nel settembre del 1997 venne rivelata sul sito ufficiale della Nintendo una prima sinossi della trama. In contraddizione rispetto alle dichiarazioni precedenti, venne riportato che la storia si sarebbe svolta prima di tutti gli altri giochi della serie, e che avrebbe raccontato di come Ganondorf fosse diventato da semplice re dei ladri il signore del male mostrato negli altri capitoli della saga, una vicenda già accennata nel prologo di The Legend of Zelda: A Link to the Past. Inoltre, in questa sinossi veniva descritta per la prima volta l'ocarina magica, su cui, in questa prima versione della storia, si sarebbero dovute incastonate le pietre spirituali, in corrispondenza dei tre fori presenti sul lato destro dello strumento.
Inizialmente l'ocarina non avrebbe dovuto ricoprire all'interno del gioco un ruolo così centrale. Faceva parte infatti di quella serie di oggetti che erano stati ripresi dagli Zelda precedenti (ad esempio il Boomerang o l'Arpione) e aggiornati alle nuove possibilità che offrivano le tre dimensioni e la maggiore potenza tecnica del Nintendo 64. L'ocarina era infatti già apparsa come strumento musicale dai poteri magici in A Link to the Past e Link's Awakening, ma questa volta era stata programmata in maniera molto più dettagliata, permettendo al giocatore di suonarla in libertà invece che consentendogli di suonare solo delle melodie predefinite. Questo rendeva il suo utilizzo molto più divertente che nei giochi precedenti, tanto che Miyamoto ritenne che avrebbe dovuto avere un ruolo maggiormente centrale nelle meccaniche di gioco.
Fino a questo punto dello sviluppo era previsto che Link imparasse a usare degli incantesimi man mano che fosse entrato in possesso dei medaglioni magici ottenuti al completamento dei dungeon: il Medaglione della Luce neutralizzava l'oscurità, il Medaglione del Vento (sostituito poi dal Medaglione della Foresta) consentiva di teletrasportarsi, il Medaglione del Fuoco di attaccare con delle fiamme, il Medaglione del Ghiaccio (sostituito poi dal Medaglione dell'Acqua) di spegnere del fuoco, il Medaglione dell'Ombra rendeva invisibili e il Medaglione dell'Anima (sostituito poi dal Medaglione dello Spirito) permetteva di trasformarsi nella fatina Navi.
Tuttavia, Miyamoto desiderava proporre un sistema meno scontato per scagliare incantesimi, così decise che Link avrebbe dovuto suonare l'ocarina per poter usare le magie, affidandole così il ruolo centrale che desiderava conferirle. Gli incantesimi progettati fino a quel punto furono scartati, ad eccezione del teletrasporto e dell'attacco col fuoco, presenti nel gioco con i nomi di "Vento di Farore" e "Fuoco di Din". Per inventare le melodie magiche che avrebbe usato Link, fu coinvolto il compositore Kōji Kondō. Ne dovette comporre dodici utilizzando solamente cinque note, le sole a disposizione del giocatore. In seguito ammise che fu un compito impegnativo, ma che si sentisse decisamente soddisfatto del risultato.
In questa fase dello sviluppo ci fu un altro grosso cambiamento che espanse ulteriormente la trama del gioco. Miyamoto e altri membri dello staff proposero, infatti, di utilizzare una versione di Link più giovane e carina, in linea con i giochi precedenti. Per riuscire a mantenere nel gioco sia Link bambino che il Link adulto utilizzato fino ad allora, Toru Osawa ideò lo snodo narrativo del viaggio nel tempo, che divenne ben presto un elemento centrale nelle meccaniche di gioco, suddividendo il gioco in due parti. Il design dei dungeon ne fu influenzato, infatti si decise di inserire nella prima parte dell'avventura, con Link bambino, solo dungeon dall'ambientazione naturale, per riservare l'esplorazione di quelli più complessi, ambientati in delle costruzioni artificiali, alle fasi avanzate con Link adulto. I dungeon del secondo tipo sono definiti nel gioco "santuari" e sono caratterizzati dalla presenza di porte sigillate di cui è necessario trovare le chiavi, assenti nei dungeon naturali.

### Demo giocabili e ultimi cambiamenti
Link bambino venne rivelato al pubblico in alcuni articoli su magazine specializzati dell'ottobre del 1997, per poi apparire in forma giocabile insieme alla sua controparte adulta nella prima demo interattiva di Zelda 64, disponibile al "Nintendo Spaceworld" di novembre. Durante l'evento venne annunciato il titolo definitivo, The Legend of Zelda: Ocarina of Time, e che il gioco sarebbe uscito in Giappone l'anno seguente.
Tra le aree accessibili nella demo c'erano i primi due dungeon del gioco (Interno dell'albero Deku e Caverna dei Dodongo) caratterizzati da un design più complesso rispetto alle versioni presenti nel gioco finito. Furono modificati probabilmente per rendere più graduale la curva di apprendimento. Nella demo era possibile, tra le altre cose, affrontare i boss dei due dungeon sopra citati (Gohma e Mega Dodongo), cavalcare Epona nella Piana di Hyrule e vedere parte del filmato introduttivo del gioco. I giornalisti presenti all'evento elogiarono particolarmente l'uso innovativo del pulsante B, che cambiava funzionalità a seconda del contesto in cui si trovava Link e degli oggetti che lo circondavano.
Ocarina of Time venne mostrato in una nuova demo giocabile all'E3 del maggio 1998. Rispetto a quella dello Spaceworld 1997 presentava più scenari selezionabili, in versioni molto simili a quelle definitive. Il gioco non era stato ancora tradotto, quindi la demo era in giapponese. Negli ultimi mesi prima dell'uscita ci fu un ultimo cambiamento dei comandi: le funzionalità dei pulsanti A e B furono scambiate. Ora il primo faceva eseguire a Link azioni variabili a seconda del contesto e il secondo era adibito al combattimento con la spada. Quest'interfaccia è stata riutilizzata in quasi tutti i successivi giochi di Zelda in tre dimensioni.

## Distribuzione

### Marketing
Negli Stati Uniti venne organizzata una campagna pubblicitaria paragonabile a quella di un film hollywoodiano. Oltre alle pubblicità su periodici e in televisione, venne proiettato il trailer del gioco in 11 000 cinema per quasi un mese. La musica di sottofondo al trailer era un estratto della colonna sonora del film Conan il barbaro, composta da Basil Poledouris. La stessa musica venne utilizzata anche nei trailer di alcuni dei giochi successivi della serie, tra cui Majora's Mask, The Wind Waker e Twilight Princess. Venne realizzato anche del merchandise promozionale che comprendeva action figure, CD della colonna sonora, felpe, cappelli e orologi da taschino.
Nel Regno Unito venne mostrato in televisione un trailer simile a quello americano, ma caratterizzato da delle scritte a schermo che chiedevano con tono di sfida allo spettatore se si sentisse abbastanza bravo per giocare al nuovo Zelda. Due domande in particolare facevano dell'umorismo sessista: «Willst thou get the girl? Or play like one?» («Riuscirai a salvare la ragazza? O giocherai come una ragazza?»). Ci fu una breve controversia che portò il reparto marketing di Nintendo a sostituirle in una nuova versione del trailer con «Willst thou soar? Or willst thou suck?» («Trionferai? O farai schifo?»).

### Copertine
Furono realizzate tre copertine del gioco, utilizzate a seconda del territorio di pubblicazione. Sull'edizione giapponese c'è un artwork di Link a cavallo con in basso il logo del gioco con la Spada Suprema e lo Scudo Hylia. L'edizione nordamericana e quella australiana utilizzano solamente il logo, messo su uno sfondo dorato. Quella europea presenta invece il logo ricolorato con tinte dorate e messo su uno sfondo nero.

### Edizioni speciali

"Collector's Edition" nordamericana.

Nel gennaio del 1998 Howard Lincoln di Nintendo of America annunciò che il gioco sarebbe uscito negli Stati Uniti nella seconda metà dell'anno, all'interno di una cartuccia dorata, come i primi due giochi di Zelda per NES. Successivamente venne specificato che la versione in cartuccia dorata sarebbe stata distribuita esclusivamente come "Collector's Edition", ovvero riservata a chi avrebbe preordinato per tempo il gioco. Tuttavia, le richieste furono così numerose che il 3 novembre, a venti giorni di distanza dall'uscita, la catena statunitense di negozi specializzati Electronics Boutique dovette fermare le vendite anticipate del titolo. Venne pubblicata una "Collector's Edition" analoga in Australia.
In Europa, invece, venne pubblicato un bundle del Nintendo 64 con Ocarina of Time e Super Mario 64, intitolato "Zelda Special Value Pak". Nella confezione erano presenti come gadget aggiuntivi una spilla con il logo di Ocarina e una guida strategica.
Il gioco venne poi ristampato negli Stati Uniti come parte della serie "Players Choice", riservata ai titoli che superavano il milione di copie vendute. Sulla nuova confezione veniva pubblicizzata la vittoria come "Gioco dell'anno" agli AIAS Interactive Achievement Awards del 1999.

### Differenze nelle revisioni
Con le ristampe del gioco furono distribuite delle versioni via via più aggiornate del titolo con le correzioni di diversi bug. Nella versione uscita in Europa e nelle ristampe successive vennero inoltre cambiati: il colore del sangue di Ganondorf da rosso a verde, alcuni testi della traduzione inglese fatta in America per renderli più fedeli nel significato all'originale giapponese e la musica del Santuario del Fuoco, da cui venne rimosso un campionamento di un canto di preghiera islamico. Questa parte del brano era stata prelevata da una libreria commerciale di suoni per musicisti e DJ, ma gli sviluppatori non erano a conoscenza dei suoi significati religiosi, che per politica interna di Nintendo of America dovevano essere assenti da tutti i videogiochi da loro pubblicati.
Nelle riedizioni successivamente pubblicate su GameCube e Virtual Console venne modificato il simbolo della tribù Gerudo, visto che nel gioco originale somigliava a una versione specchiata della bandiera dell'Impero ottomano.

## Riedizioni
Ocarina of Time è stato ripubblicato in diverse edizioni, generalmente ben accolte dalla critica. È stato realizzato un porting su console GameCube, tramite emulazione del Nintendo 64, inserito nel 2002 all'interno del disco contenente anche The Legend of Zelda: Ocarina of Time - Master Quest (un'edizione speciale con dungeon più complessi) e nel 2003 nella collezione di titoli della serie The Legend of Zelda: Collector's Edition. Il gioco per Nintendo 64 veniva mostrato sul televisore con una risoluzione di 320×240, mentre le emulazioni per GameCube ne hanno una di 640×480 e supportano la scansione progressiva. Una versione simile a quella GameCube è stata pubblicata su iQue Player in Cina nel novembre 2003 come titolo di lancio.
Il gioco è stato poi aggiunto sul servizio online Virtual Console di Wii in Europa e Australia il 23 febbraio 2007. È stato successivamente messo in commercio anche in Nord America il 26 febbraio 2007 e in Giappone il 27 febbraio dello stesso anno. Anche questa riedizione è un'emulazione della versione per Nintendo 64, fedele quindi a quasi tutte le caratteristiche dell'originale, eliminando però il supporto alla vibrazione del controller. Di conseguenza, l'oggetto chiamato "Pietra dell'Agonia", che impiegava proprio le vibrazioni fisiche del Rumble Pak, risulta del tutto inutile. Una demo di questa versione, giocabile per cinque minuti, è inclusa come contenuto sbloccabile nel gioco Super Smash Bros. Brawl per Wii.
Ocarina of Time è stato ripubblicato in tutto il mondo sul servizio Virtual Console di Wii U il 2 luglio 2015. Questa versione, come tutti gli altri giochi per Nintendo 64 sul servizio, è compatibile con le funzionalità rumble, a differenza della precedente edizione Wii. Il gioco è stato nuovamente ripubblicato in download digitale sul servizio Nintendo Switch Online il 25 ottobre 2021.
Esistono poi due versioni di Ocarina of Time con diverse modifiche e miglioramenti: Master Quest (in origine chiamato Ura Zelda) e il remake per Nintendo 3DS Ocarina of Time 3D.

### Ura ZeldaeMaster Quest

Schermata del titolo di Master Quest.

Nei primi mesi del 1997, in contemporanea all'annuncio che Zelda 64 sarebbe uscito su cartuccia per Nintendo 64, venne riferito che stava comunque proseguendo lo sviluppo di una versione per 64DD. Successivamente venne precisato che si trattava di un'espansione con nuovi dungeon e sfide, chiamata Ura Zelda (tradotto dalle testate occidentali come "un altro Zelda"). Alcuni dei contenuti inclusi erano stati scartati da Ocarina of Time a causa dei vincoli di tempo e delle limitate capacità di memoria della cartuccia. Tuttavia, l'espansione non aveva una data di uscita fissata a causa dell'incertezza sulla messa in commercio del 64DD, che veniva continuamente posticipata.
Era prevista una connettività con la Game Boy Camera e con il gioco per 64DD Mario Artist: Talent Studio, tramite cui sarebbe stato possibile creare delle maschere da far indossare a Link a partire da delle fotografie. Nell'espansione ci sarebbe stata una nuova modalità in cui poter rigiocare le battaglie contro i boss, idea che venne poi integrata nel remake per 3DS. Furono realizzati per l'espansione almeno due mini-dungeon aggiuntivi, entrambi però inseriti alla fine in The Legend of Zelda: Majora's Mask, gioco in sviluppo nello stesso periodo, con i nomi Casa dei ragni palustre e Fondo del pozzo.
Il Nintendo 64DD uscì nel dicembre 1999 in Giappone, senza riscuotere molto successo, così Nintendo decise di non distribuirlo a livello internazionale. Miyamoto desiderava che Ura Zelda fosse disponibile a un pubblico ampio, così decise di spostare l'uscita sulla nuova console di Nintendo, il GameCube. Il gioco, ora intitolato The Legend of Zelda: Ocarina of Time - Master Quest (ゼルダの伝説 時のオカリナ GC裏?, Zeruda no Densetsu: Toki no Okarina GC Ura), venne distribuito in Giappone nel 2002 e in Nord America nel 2003 come bonus per chi avrebbe preordinato The Legend of Zelda: The Wind Waker. In Europa, invece, uscì una "Limited Edtion" di The Wind Waker contenente i due dischi nella stessa confezione. Venne fatta questa scelta visto che in America era capitato che alcuni acquirenti, dopo aver ricevuto il disco di Master Quest, avevano annullato il loro preordine di The Wind Waker, ottenendo quindi il gioco gratis. In Europa uscirono anche dei bundle del GameCube, nelle colorazioni viola e platino, con all'interno la "Limited Edition" di The Wind Waker.
Miyamoto spiegò nel 2002 che «[Ura Zelda] non utilizza molte delle speciali caratteristiche del 64DD. Quindi è stato molto facile portarlo sul GameCube senza eliminare delle funzionalità. Ura Zelda non è molto diverso da Ocarina of Time; è più che altro una "seconda avventura"». La versione pubblicata presenta infatti la stessa trama e le stesse aree di Ocarina of Time originale, con le uniche modifiche presenti all'interno dei dungeon, che risultano leggermente diversi, generalmente con enigmi più complessi e nemici più forti.
Nel 2003, Peer Schneider di IGN diede a Master Quest una recensione positiva, paragonando il concetto di Ura Zelda alla "seconda avventura" dell'originale The Legend of Zelda per NES. Affermò che «il gioco è di gran lunga più difficile dell'originale», ma criticò principalmente l'assenza di innovazioni, notando che, a parte i dungeon più complessi e qualche nuova meccanica di gioco, Master Quest risulta essere identico all'originale, non presentando inoltre miglioramenti nella frequenza dei fotogrammi.

### Remake per Nintendo 3DS
In un incontro di Nintendo con la stampa specializzata durante l'E3 2010 vennero mostrate alcune immagini di una possibile versione di Ocarina of Time per l'allora nuova console portatile Nintendo 3DS. Shigeru Miyamoto inizialmente sostenne che si trattasse di una semplice demo tecnica, con poche probabilità di essere sviluppata in un gioco completo. Il 16 giugno, però, Nintendo annunciò ufficialmente l'esistenza del remake di Ocarina. Venne sviluppato da Nintendo EAD in collaborazione con Grezzo, uno studio indipendente giapponese guidato da Koichi Ishii. Venne poi pubblicato in Giappone il 16 giugno 2011, in Europa il 17 giugno 2011, negli Stati Uniti il 19 giugno 2011 e in Australia il 30 giugno dello stesso anno.

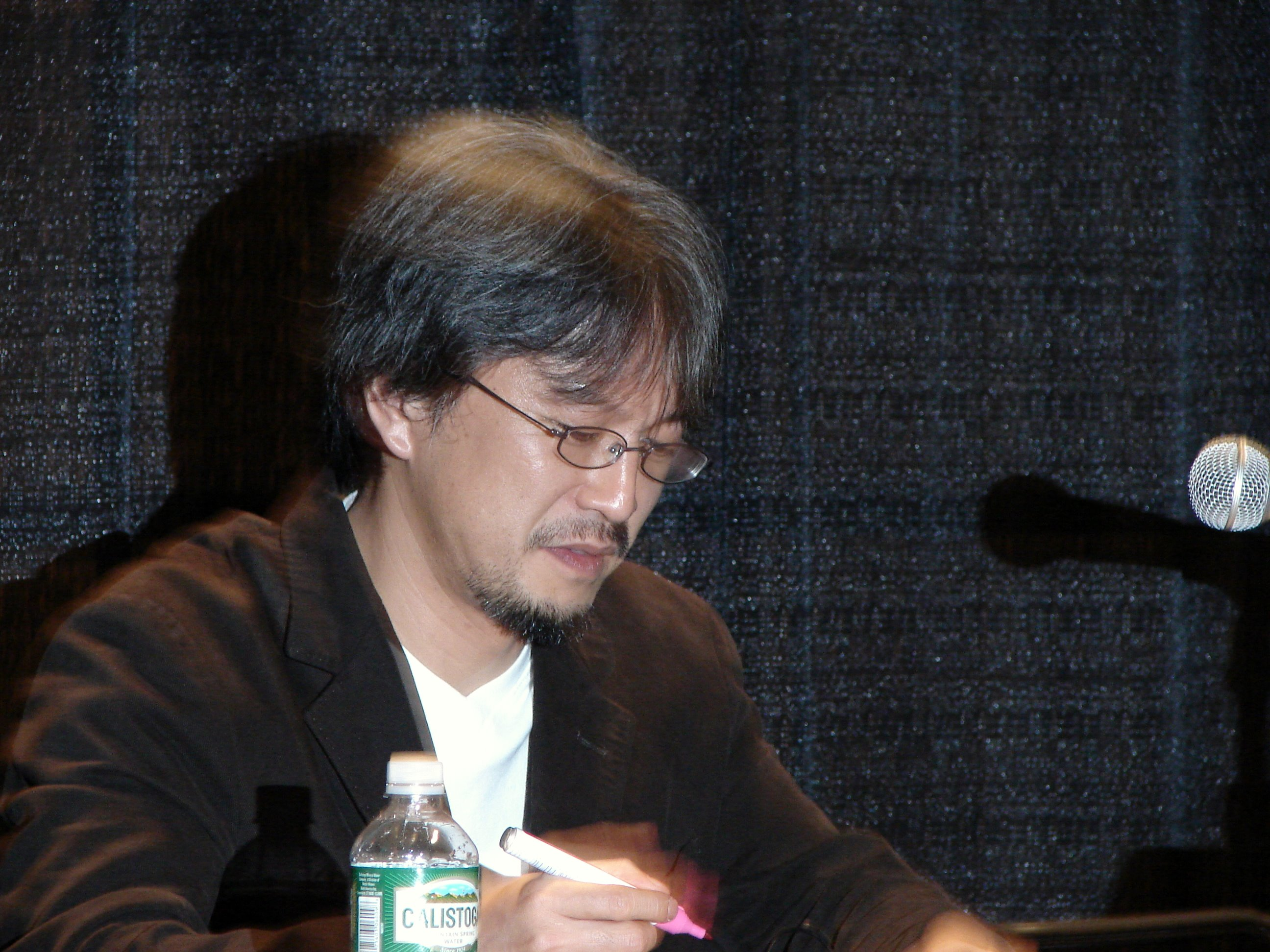
Eiji Aonuma, designer principale dei dungeon di Ocarina of Time.

Le nuove funzionalità includono la possibilità di equipaggiare rapidamente oggetti utilizzando il touch screen e di mirare più facilmente con il giroscopio della console. Sono stati inoltre apportati miglioramenti generali alla grafica e aggiunti alcuni effetti in 3D. Oltre al gioco originale è stata inclusa anche la Master Quest e una nuova modalità Boss Challenge che permette ai giocatori di combattere tutti i boss uno alla volta, oppure in ordine sequenziale. La versione qui presente della Master Quest si differenzia da quella per GameCube per l'intero mondo di gioco, mostrato sullo schermo in modo speculare, similmente a quanto fatto nell'edizione per Wii di The Legend of Zelda: Twilight Princess. Inoltre, sono stati aggiunti dei tutorial opzionali per guidare i giocatori bloccati su determinati enigmi o in altre parti dell'avventura.
Il Santuario dell'Acqua del gioco originale aveva guadagnato una certa notorietà per la sua difficoltà, tanto da portare anni dopo il suo designer Eiji Aonuma a scusarsi con i giocatori. Nella versione per 3DS è stato modificato per renderlo più facile e godibile, aggiungendo lungo le pareti del dungeon delle incisioni colorate che permettono al giocatore di orientarsi meglio e rendendo l'utilizzo degli "Stivali di ferro", necessari per esplorare a fondo il labirinto, più semplice e veloce.
Il design dei Bambini Perduti, che nell'originale poteva ricordare vagamente una caricatura blackface, è stato cambiato con quello utilizzato in The Legend of Zelda: Majora's Mask, dove al posto delle labbra hanno un becco da uccello e una pelle dal colorito legnoso invece che nera.
Quella per 3DS è l'unica versione del gioco disponibile in lingua italiana, in una traduzione a opera di Ambra Gostoli e Kent Robello.

## Accoglienza

### Vendite
Ocarina of Time godette di un ottimo successo commerciale. Negli Stati Uniti vennero registrati più di 500 000 preordini, un record che non era mai stato raggiunto ai tempi, e arrivò a vendere più di 1 milione di copie in meno di una settimana. Nel 1998 si raggiunsero rapidamente le 2,5 milioni di copie, nonostante fosse stato pubblicato solo 39 giorni prima della fine dell'anno. In Giappone, invece, vennero vendute più di 820 000 copie nel 1998, diventando uno dei giochi più venduti dell'anno. Nel Regno Unito vendette circa 61 000 copie durante il primo fine settimana. In totale, la versione per Nintendo 64 di Ocarina of Time ha venduto più di 1,14 milioni di copie nel solo Giappone, e più di 7,6 milioni in tutto il mondo, mentre si raggiungono i 10,96 milioni tenendo conto dei dati di vendita delle numerose riedizioni.
Ocarina of Time è il quarto titolo più venduto per Nintendo 64, dietro soltanto a GoldenEye 007, Mario Kart 64 e Super Mario 64, nonché il secondo capitolo di maggior successo commerciale della saga, superato soltanto da The Legend of Zelda: Breath of the Wild.

### Giudizio della critica all'uscita
| Testata                           | Giudizio |
| --------------------------------- | -------- |
| GameRankings (media al 9-12-2019) | 97,54%   |
| Metacritic (media al 25-3-2022)   | 99/100   |
| AllGame                           | 5/5      |
| Computer and Video Games          | 9/10     |
| Edge                              | 10/10    |
| Electric Playground               | 100%     |
| Electronic Gaming Monthly         | 10/10    |
| Famitsū                           | 40/40    |
| GamePro                           | 5/5      |
| GameRevolution                    | 10/10    |
| GamesMaster                       | 97%      |
| GameSpot                          | 10/10    |
| GMR                               | 10/10    |
| IGN                               | 10/10    |
| Next Generation                   | 5/5      |
| Nintendo Power                    | 9,5/10   |
| Nintendojo                        | 10/10    |
| Official Nintendo Magazine Italia | 9,9/10   |
| RPGamer                           | 5/5      |
| RPGFan                            | 95%      |
| Thunderbolt                       | 10/10    |

Ai tempi della sua pubblicazione, Ocarina of Time ricevette valutazioni massime dalla maggior parte dei siti web e delle riviste che lo recensirono, tra cui Edge, Electronic Gaming Monthly, GameSpot, IGN e Famitsu, che diede per la prima volta un punteggio di 40/40. La critica lodò molti aspetti del gioco, in particolare il design complesso dei dungeon, le meccaniche di gioco intuitive e la colonna sonora. Jeff Gerstmann di GameSpot scrisse che «Ocarina of Time è un gioco praticamente perfetto», mentre IGN lo definì come «il nuovo punto di riferimento per l'intrattenimento interattivo che potrebbe modellare l'intero genere per gli anni a venire». La rivista italiana Mega Console scrisse che «il titolo Nintendo merita senza ombra di dubbio l'appellativo di capolavoro».
La grafica venne elogiata per la sua complessità e attenzione ai dettagli. GameRevolution apprezzò specialmente i volti dei personaggi, da loro considerati «la sfida grafica più difficile nei personaggi 3D», dicendo che «le espressioni facciali in Ocarina of Time sono davvero sorprendenti». IGN affermò come la grafica di Ocarina of Time fosse un enorme passo avanti rispetto a quella di Super Mario 64, riuscendo a far percepire meglio le proporzioni degli ambienti. L'Official Nintendo Magazine italiano giudicò ottimi gli effetti di illuminazione, affermando che «vedere le ombre che si allungano al sopraggiungere dell'alba o del tramonto è di per sé un tocco di classe in grandissimo stile». Altri critici invece sostennero che alcuni elementi del comparto grafico non fossero stati realizzati sfruttando a pieno le capacità della console, a differenza di Banjo-Kazooie, titolo per Nintendo 64 pubblicato alcuni mesi prima. IGN affermò infatti che la frequenza dei fotogrammi e le texture di Ocarina of Time non erano ai livelli di Banjo-Kazooie, e, in particolare, reputò lo sfondo del mercato del castello di Hyrule sfocato.
Anche la modalità di gioco fu generalmente lodata dalla critica, che apprezzò le numerose missioni secondarie. IGN affermò che «i giocatori rimarranno a bocca aperta notando gli impressionanti dettagli e la complessità degli enigmi e dei combattimenti». Electronic Gaming Monthly apprezzò il fatto che Nintendo «riuscì a raggruppare tutti gli elementi dei precedenti giochi 2D e a portarli in maniera eccellente in un nuovo gioco 3D». Il sistema di controllo sensibile al contesto venne visto come uno degli elementi più forti del gameplay. La critica notò come permettesse ai giocatori di eseguire numerose azioni con l'utilizzo di pochi pulsanti. Il controllo della telecamera venne citato come l'elemento più influente durante i combattimenti, anche se questo nuovo sistema necessitò di un po' di tempo per essere del tutto compreso dai giocatori abituati con i controlli di Super Mario 64.
Il comparto sonoro di Ocarina of Time ricevette giudizi generalmente positivi: il sito web IGN paragonò alcuni brani di Kōji Kondō alle composizioni di Philip Glass e apprezzò i suoni atmosferici inseriti per immergere il giocatore nel mondo di gioco. Tuttavia, altre testate, come GameRevolution, fecero notare che il sonoro era ottimo per un gioco del Nintendo 64, ma che perdesse il confronto con titoli di altre console.
Uno dei pochi aspetti estensivamente criticati del titolo fu il ruolo della fatina Navi, giudicata troppo insistente e di poco aiuto nel dare suggerimenti al giocatore. Anche lo stesso Shigeru Miyamoto ammise a pochi mesi dall'uscita del gioco di non essere pienamente soddisfatto di Navi, ma sostenne che realizzare un sistema di aiuti più efficiente avrebbe richiesto troppo tempo. Negli anni l'antipatia per Navi è diventata un vero e proprio meme di Internet, venendo anche referenziata in uno sketch comico del cartone animato Le Superchicche.

### Giudizio della critica successivo
Negli anni successivi la sua pubblicazione, Ocarina of Time è stato inserito in numerose classifiche dei giochi più belli e importanti di tutti i tempi, incluse quelle di Electronic Gaming Monthly, IGN e Nintendo Power. Nel 2009, il sito web GameFAQs lo ha votato come il miglior gioco in assoluto. Ha ripetutamente raggiunto la prima posizione anche in numerose classifiche della rivista Edge: una lista votata dallo staff del 2000, una classifica votata dai lettori del 2007, una lista dei "100 migliori videogiochi da giocare oggi" stilata nel 2009 e un sondaggio del 2013 dei 20 migliori titoli pubblicati dalla nascita della rivista nel 1993. Game Informer inserì Ocarina of Time all'undicesimo posto nella classifica dei 100 più grandi videogiochi di tutti i tempi, descrivendolo come «un gioco intoccabile». Nel 2011, invece, IGN ha indetto un sondaggio votato dai fan in occasione del 25º anniversario di The Legend of Zelda, per eleggere il miglior titolo della saga: Ocarina of Time raggiunse la prima posizione.
I siti web aggregatori di recensioni Metacritic e GameRankings lo valutano come il miglior gioco e il secondo miglior gioco di tutti i tempi, rispettivamente, con un punteggio totale di 99/100 e un gradimento del 98%. Ha mantenuto il voto più alto in assoluto su GameRankings per dieci anni, ma è stato poi superato da Super Mario Galaxy.
Anche l'accoglienza di Master Quest e dell'edizione per Virtual Console fu molto positiva: mentre alcuni critici considerarono gli aspetti grafici e sonori obsoleti per i giocatori moderni, la maggior parte sostenne l'esatto opposto. La versione Master Quest riporta un gradimento del 90% su GameRankings e un punteggio di 91/100 su Metacritic. IGN affermò nella sua recensione che «Ocarina of Time è invecchiato molto bene», e che, riguardo alla grafica del titolo, «mentre le texture e i modelli sembrano datati, la splendida presentazione visiva del gioco ha indubbiamente superato la sfida del tempo». GameRevolution disse «è ancora un gioco fantastico», assegnando un punteggio di 91/100. Jeff Gerstmann su GameSpot diede alla versione per Virtual Console un 8,9/10, affermando «anche dopo nove anni, Ocarina of Time rimane sorprendentemente in piedi, offrendoci una lunga e meravigliosa avventura».
Edge ha commentato nel suo numero speciale The 100 Best Videogames del 2007 che «[Ocarina of Time] fu un risultato eccezionale nel 1998 e, quasi un decennio più tardi, serve ancora come punto di riferimento per i suoi successori e per i giochi d'avventura 3D in generale. [...] In una serie composta da grandi avventure, Ocarina potrebbe non essere più la più bella e neppure la più grande, ma è ancora la migliore».

### Riconoscimenti
| Anno | Premio                                 | Categoria                                             | Risultato | Fonte   |
| ---- | -------------------------------------- | ----------------------------------------------------- | --------- | ------- |
| 1998 | Japan Media Arts Festival              | Gran premio                                           | Vincitore | [ 24 ]  |
| 1999 | AIAS Interactive Achievement Awards    | Gioco dell'anno                                       | Vincitore | [ 25 ]  |
| 1999 | AIAS Interactive Achievement Awards    | Gioco per console dell'anno                           | Vincitore | [ 25 ]  |
| 1999 | AIAS Interactive Achievement Awards    | Miglior design interattivo                            | Vincitore | [ 25 ]  |
| 1999 | AIAS Interactive Achievement Awards    | Miglior ingegneria software                           | Vincitore | [ 25 ]  |
| 1999 | AIAS Interactive Achievement Awards    | Gioco d'avventura per console dell'anno               | Vincitore | [ 25 ]  |
| 1999 | AIAS Interactive Achievement Awards    | Gioco di ruolo per console dell'anno                  | Vincitore | [ 25 ]  |
| 1999 | AIAS Interactive Achievement Awards    | Miglior sviluppo dei personaggi o della storia        | Candidato | [ 25 ]  |
| 1999 | BAFTA Interactive Entertainment Awards | Gioco dell'anno                                       | Vincitore | [ 200 ] |
| 1999 | BAFTA Interactive Entertainment Awards | Gioco più innovativo                                  | Vincitore | [ 200 ] |
| 1999 | BAFTA Interactive Entertainment Awards | Miglior interattività                                 | Vincitore | [ 200 ] |
| 1999 | BAFTA Interactive Entertainment Awards | Miglior programmazione informatica                    | Vincitore | [ 200 ] |
| 2016 | Guinness dei primati                   | Videogioco più apprezzato dalla critica su Metacritic | Vincitore | [ 23 ]  |

## Eredità

### Sequel
Nel 2000 è stato pubblicato sempre su Nintendo 64 un seguito diretto di Ocarina of Time, intitolato The Legend of Zelda: Majora's Mask. Il gioco, sviluppato in un solo anno, riutilizza lo stesso motore grafico di Ocarina e molti dei modelli dei personaggi. La trama prosegue quella di Ocarina, con Link tornato bambino e intento a cercare la fatina Navi, che l'aveva lasciato alla fine dell'avventura precedente.

### Influenza sulla serie
Ocarina of Time ha definito diversi elementi fondamentali per tutta la serie di The Legend of Zelda, soprattutto per i successivi capitoli tridimensionali, che hanno riproposto quasi tutte le sue meccaniche di base. In particolare il sistema di combattimento basato sullo Z-targeting è rimasto sempre una costante, subendo poche modifiche.
È stato il primo gioco della serie con una maggiore enfasi sulla storia, più complessa e narrata attraverso cinematiche, aspetto ulteriormente sviluppato negli Zelda successivi, soprattutto in Twilight Princess. Anche la struttura del gioco, ovvero l'ordine con cui vengono richiesti a Link gli obiettivi da completare, è stato riproposto in modo simile nei giochi successivi, specialmente in The Wind Waker e in Twilight Princess. In quest'ultimo capitolo, inoltre, appare come personaggio di supporto lo spirito del Link protagonista di Ocarina of Time, antenato del Link di Twilight Princess.
Diventerà quasi una costante anche la presenza di un comprimario sulla falsariga di Navi, che accompagna Link durante la sua avventura dandogli supporto (Tael, Drakar, Midna).

### Influenza su videogiochi successivi
Due elementi in particolare di Ocarina of Time sono ritenuti dalla stampa specializzata innovazioni importanti e influenti per i videogiochi che l'hanno seguito: il primo è la funzione di blocco della telecamera su personaggi e oggetti specifici, noto nel gioco come Z-targeting, ampiamente usato per la sua comodità in moltissimi giochi di avventura in terza persona successivi, come Kingdom Hearts e Dark Souls; il secondo è l'utilizzo di un solo bottone (il pulsante A) per eseguire una grande varietà di azioni, suggerite dal gioco in base al contesto in cui si trova il personaggio. In precedenza si tendeva a far eseguire azioni più complesse con la pressione combinata di più pulsanti contemporaneamente.
Ocarina of Time è anche ricordato come uno dei primi giochi con un ampio mondo tridimensionale liberamente esplorabile, dotato di un ciclo giorno-notte, e per il suo utilizzo della funzionalità di vibrazione del controller, integrata attivamente nel gameplay. Il Rumble Pak avverte infatti il giocatore della presenza di aree segrete nelle vicinanze, non segnalate da indizi visibili sullo schermo.

## Altri media

Primo volume del manga di Ocarina of Time.

Poco dopo l'uscita di Ocarina of Time furono pubblicati alcuni adattamenti del gioco in forma cartacea.
Il duo di autrici A. Honda e S. Nagano, firmandosi con lo pseudonimo "Akira Himekawa", realizzò un manga in due volumi, dedicati rispettivamente alle avventure di Link da bambino e da adulto. L'ultimo capitolo presenta il personaggio di Skull Kid, che ha un ruolo centrale in Majora's Mask, anch'esso adattato in forma di manga da Himekawa. Uscì in Giappone nel 1998, edito da Shōgakukan, mentre in Italia venne pubblicata una traduzione nel 2010 dall'editore J-POP.
Nel 1998 venne pubblicato su un numero speciale della rivista tedesca Club Nintendo un fumetto prequel agli eventi del gioco, in cui è raccontata la tragica storia dei genitori di Link. Nel 1999 uscì un libro per bambini, scritto da Jason R. Rich e intitolato Ocarina of Time - Pathways to Adventure, in cui vengono narrati gli eventi del gioco, accompagnati da screenshot e da alcuni suggerimenti strategici. Fa parte della collana edita in quel periodo da Nintendo of America, "Pathways to Adventure".
Nel 2006 uscì un altro libro per bambini, intitolato Link and the Portal of Doom, scritto da Tracey West e facente parte della collana "Nintendo Heroes". Il racconto si svolge poco dopo la conclusione di Ocarina con protagonisti Link tornato bambino e la fatina Navi. I luoghi in cui si ambienta la vicenda riprendono quelli del gioco.